# Bulinus canescens
Bulinus canescens é uma espécie de gastrópode da família Planorbidae.
Pode ser encontrada nos seguintes países: Angola, República Democrática do Congo e Zâmbia.